# Statistiche e record dell'Unione Sportiva Lecce
Questa pagina contiene statistiche e record dell'Unione Sportiva Lecce.

## Partecipazioni ai campionati
| Livello | Categoria                | Partecipazioni | Debutto   | Ultima stagione | Totale |
| ------- | ------------------------ | -------------- | --------- | --------------- | ------ |
| 1º      | Prima Divisione          | 1              | 1922-1923 | 1922-1923       | 20     |
| 1º      | Serie A                  | 19             | 1985-1986 | 2024-2025       | 20     |
| 2º      | Seconda Divisione        | 1              | 1921-1922 | 1921-1922       | 30     |
| 2º      | Serie B                  | 29             | 1929-1930 | 2021-2022       | 30     |
| 3º      | Seconda Divisione        | 1              | 1927-1928 | 1927-1928       | 41     |
| 3º      | Campionato Meridionale   | 1              | 1928-1929 | 1928-1929       | 41     |
| 3º      | Serie C                  | 33             | 1936-1937 | 2017-2018       | 41     |
| 3º      | Serie C1                 | 1              | 1995-1996 | 1995-1996       | 41     |
| 3º      | Lega Pro Prima Divisione | 2              | 2012-2013 | 2013-2014       | 41     |
| 3º      | Lega Pro                 | 3              | 2014-2015 | 2016-2017       | 41     |
| 4º      | IV Serie                 | 3              | 1955-1956 | 1957-1958       | 3      |

Il Lecce ha disputato 86 stagioni sportive a livello nazionale; ha militato per 2 stagioni nel Direttorio Divisioni Inferiori Sud (C). Il Lecce sospese qualsiasi attività tra il 1932 ed il 1934.

## Partecipazioni alle coppe

### Coppe nazionali
Il Lecce ha esordito in Coppa Italia il 25 ottobre 1936, contro il Tosi nella gara terminata 2-1 per i giallorossi. La prima apparizione ufficiale del Lecce corrisponde alla 4ª edizione della coppa nazionale.
Il miglior risultato del Lecce in Coppa Italia sono gli ottavi di finale, raggiunti nel 1990-1991, 1995-1996, 1997-1998, 1998-1999, 2000-2001, 2004-2005 e 2021-2022.
| Competizione                    | Partecipazioni | Debutto   | Ultima stagione | Totale |
| ------------------------------- | -------------- | --------- | --------------- | ------ |
| Coppa Italia                    | 55             | 1936-1937 | 2024-2025       | 55     |
| Coppa Italia Semiprofessionisti | 4              | 1972-1973 | 1975-1976       | 11     |
| Coppa Italia Serie C            | 2              | 1995-1996 | 2017-2018       | 11     |
| Coppa Italia Lega Pro           | 5              | 2012-2013 | 2016-2017       | 11     |
| Supercoppa di Serie C           | 1              | 2018      | 2018            | 1      |

### Coppe Internazionali
A livello internazionale il Lecce ha vinto nel 1976 la Coppa Italo-Inglese Semiprofessionisti e nella stagione 1994-1995 ha partecipato alla Coppa Anglo-Italiana, venendo eliminata nella fase a gironi.
| Competizione                           | Partecipazioni | Debutto   | Ultima stagione | Totale |
| -------------------------------------- | -------------- | --------- | --------------- | ------ |
| Coppa Italo-Inglese Semiprofessionisti | 1              | 1976      | 1976            | 1      |
| Coppa Anglo-Italiana                   | 1              | 1994-1995 | 1994-1995       | 1      |

| Competizione                               | PAR | G | V | N | P | GF | GS | Miglior risultato         |
| ------------------------------------------ | --- | - | - | - | - | -- | -- | ------------------------- |
| Coppa Italo-inglese per semiprofessionisti | 1   | 2 | 1 | 0 | 1 | 4  | 1  | Campione (1976)           |
| Coppa Anglo-Italiana                       | 1   | 4 | 1 | 0 | 3 | 4  | 5  | Fase a gironi (1994-1995) |
| Totale                                     | 2   | 6 | 2 | 0 | 4 | 8  | 6  |                           |

#### Coppa Italo-Inglese Semiprofessionisti
Il Lecce vinse la seconda e ultima edizione della Coppa Italo-Inglese Semiprofessionisti, prevalendo sullo Scarborough, squadra inglese. La coppa si articolava in una partita con turni di andata e ritorno, che mettevano di fronte la vincitrice della Coppa Italia Semiprofessionisti 1975-1976, il Lecce, e la vincitrice del Football Association Challenge Trophy, la neo istituita Coppa d'Inghilterra per semiprofessionisti. La gara di andata si disputò a Scarborough e si concluse con la vittoria per 1-0 degli inglesi con gol di Dunn. La finale di ritorno si giocò Lecce e i salentini si imposero per 4-0 con autorete di Deere e tripletta di Montenegro (nei tempi supplementari, dopo che nei tempi regolamentari l'incontro era terminato con il risultato di 1-0 per il Lecce).
Nella competizione della Coppa Italo-Inglese Semiprofessionisti, contro lo Scarborough, il primo gol del Lecce fu realizzato da Gaetano Montenegro, che è anche il capocannoniere dei giallorossi nel torneo, con 3 reti. I giocatori del Lecce con più presenze nella competizione sono Aldo Nardin, Danilo Mayer, Ciro Pezzella, Alessandro Zagano, Ruggero Cannito, Guido Biondi, Carlo Sartori, Vittorio Petta e Gaetano Montenegro, tutti con 2 partite disputate.
| Turno               | Data              | Partita             | Risultato | Marcatori                    |
| ------------------- | ----------------- | ------------------- | --------- | ---------------------------- |
| Turno unico Andata  | 29 settembre 1976 | Scarborough - Lecce | 1-0       | Dunn A.H.                    |
| Turno unico Ritorno | 13 ottobre 1976   | Lecce - Scarborough | 4-0       | Deere (aut.), Montenegro (3) |

#### Coppa Anglo-Italiana 1994-1995
Nella stagione 1994-1995 i giallorossi parteciparono alla Coppa Anglo-Italiana, torneo nel quale presero parte 8 squadre italiane e 8 squadre inglesi. Il Lecce poté partecipare alla coppa in quanto squadra retrocessa dalla Serie A nella stagione 1993-1994.
I giallorossi furono sorteggiati nel girone A con Ascoli, Atalanta, Venezia, Wolverhampton, Notts County, Tranmere Rovers e Swindon Town. Persa per 0-1 la prima gara in casa contro il Wolverhampton, i salentini furono sconfitti per 1-0 anche trasferta dal Notts County e in trasferta dallo Swindon Town, questa volta per 3-1. Nella quarta e ultima gara il Lecce vinse inutilmente contro il Tranmere Rovers per 3-0 in casa e chiuse così il girone A al settimo posto, con un bilancio di una vittoria e 3 sconfitte, non riuscendo così ad accedere alle semifinali.

## Individuali

### Lista dei capitani
I dati si riferiscono alle sole partite di campionato, compresi i play-off.
| Calciatore              | Ruolo | Stagioni nel club     | Stagioni da capitano      | Presenze | Reti |
| ----------------------- | ----- | --------------------- | ------------------------- | -------- | ---- |
| …                       |       |                       |                           |          |      |
| Eugenio Bersellini      | C     | 1966-1968             | 1966-1968 (2)             | 37       | 4    |
| Aldo Lucci              | D     | 1964-1969             | 1968-1969 (1)             | 152      | 1    |
| …                       |       |                       |                           |          |      |
| Giuseppe Materazzi      | C     | 1968-1975             | 1971-1975 (5)             | 228      | 17   |
| Costantino Fava         | C     | 1975-1977             | 1975-1977 (2)             | 71       | 3    |
| Danilo Mayer            | D     | 1975-1978             | 1977-1978 (1)             | 102      | 1    |
| Aldo Nardin             | P     | 1976-1980             | 1978-1980 (1)             | 123      | -?   |
| Sergio Magistrelli      | A     | 1978-1983             | 1980-1983 (3)             | 139      | 29   |
| Carmelo Miceli          | C     | 1977-1987             | 1983-1987 (4)             | 291      | 8    |
| Juan Barbas             | C     | 1985-1990             | 1987-1990 (3)             | 149      | 27   |
| Pedro Pasculli          | A     | 1985-1992             | 1990-1992 (2)             | 214      | 53   |
| Paolo Benedetti         | C     | 1988-1993             | 1992-1993 (1)             | 152      | 12   |
| Giampaolo Ceramicola    | D     | 1991-1995             | 1993-1995 (2)             | 131      | 19   |
| Francesco Zanoncelli    | D     | 1995-1997             | 1995-1997 (2)             | 58       | 1    |
| Francesco Palmieri      | A     | 1995-1998             | 1997-1998 (1)             | 102      | 35   |
| Fabrizio Lorieri        | P     | 1995-1999             | 1998-1999 (1)             | 140      | -173 |
| William Viali           | D     | 1997-2001             | 1999-2001 (2)             | 110      | 3    |
| Alessandro Conticchio   | C     | 1997-2002             | 2001-2002 (1)             | 149      | 13   |
| Luigi Piangerelli       | C     | 1997-2004             | 2002-2003 (2)             | 190      | 4    |
| Max Tonetto             | D/C   | 2000-2004             | 2004 (1)                  | 131      | 2    |
| Cristian Daniel Ledesma | C     | 2001-2006             | 2004-2006 (2)             | 126      | 4    |
| Guillermo Giacomazzi    | C     | 2001-2007 e 2008-2013 | 2006-2007 e 2009-2013 (6) | 316      | 43   |
| Andrea Zanchetta        | C     | 2007-2009             | 2007-2009 (3)             | 76       | 9    |
| Fabrizio Miccoli        | A     | 2013-2015             | 2013-2015 (2)             | 41       | 16   |
| Romeo Papini            | C     | 2013-2016             | 2015-2016 (1)             | 87       | 10   |
| Franco Lepore           | C     | 2009-2010 e 2014-2019 | 2016-2019 (3)             | 145      | 19   |
| Andrea Arrigoni         | C     | 2016-2019             | 2018-2019 (1)             | 79       | 1    |
| Marco Mancosu           | C     | 2016-2020             | 2019-2020 (2)             | 166      | 48   |
| Fabio Lucioni           | D     | 2018-2022             | 2020-2022 (2)             | 137      | 6    |
| Morten Hjulmand         | C     | 2021-2023             | 2022-2023 (1)             | 93       | 0    |
| Gabriel Strefezza       | A     | 2021-2024             | 2023-2024 (1,5)           | 89       | 23   |
| Alexis Blin             | C     | 2021-2024             | 2023-2024 (1)             | 92       | 2    |
| Federico Baschirotto    | D     | 2022-2025             | 2024-2025 (1)             | 112      | 5    |
| Wladimiro Falcone       | P     | 2022-                 | 2025- (1)                 | 114      | -158 |

### Statistiche individuali

Il portiere Emmerich Tarabocchia, detentore del record di imbattibilità nelle prime tre categorie del campionato italiano di calcio, stabilito con il Lecce.

Il primatista di presenze nella storia del Lecce è Michele Lorusso, con 418 gare disputate e un gol. Morì il 2 dicembre 1983 in un tragico incidente stradale insieme al compagno di squadra Ciro Pezzella. Dietro Lorusso, in classifica figura Guillermo Giacomazzi, con 316 presenze. L'uruguaiano è attualmente il giocatore più presente in Serie A con la maglia del Lecce, con 197 gare giocate. Seguono Carmelo Miceli con 291, Ruggero Cannito con 249, Giuseppe Materazzi 228, Salvatore Di Somma 222 e Pedro Pablo Pasculli con 214 presenze.
Il migliore marcatore di tutti i tempi del Lecce è Anselmo Bislenghi, autore di 87 gol in 163 presenze (nella stagione 1951-1952 realizzò ben 32 reti in 34 gare, laureandosi capocannoniere della Serie C). Il secondo bomber in classifica è, con 67 gol, Franco Cardinali, che ha formato insieme a Bislenghi la coppia più prolifica nella storia del Lecce. Segue Pietro De Santis con 57 reti. Al quarto posto vi è l'uruguaiano Ernesto Chevantón, che ha realizzato con il Lecce 54 gol in 116 presenze (59 reti considerando anche la Coppa Italia). Chevantón è inoltre il migliore marcatore di sempre del Lecce in Serie A, primato eguagliato da Mirko Vučinić nel 2004-2005. Entrambi hanno battuto il precedente primato stabilito da Pedro Pablo Pasculli.
Inoltre il portiere Emmerich Tarabocchia detiene attualmente il record di imbattibilità nelle prime tre categorie del campionato italiano di calcio, stabilito con il Lecce nel campionato di Serie C 1974-1975, grazie a 1790 minuti di gioco senza subire reti.
Per due volte un calciatore del Lecce si è laureato capocannoniere della Coppa Italia: Alain Pierre Baclet con 4 reti nel 2009-10 (insieme ad Adrian Mutu e Rachid Arma) e Matteo Di Piazza con 4 reti nel 2017-18 (insieme ad Alberto Cerri e Maxi López).
Massimo Coda è, invece, l'unico calciatore del Lecce ad essersi laureato capocannoniere della Serie B, nella stagione 2020-2021, e in quella successiva, nonché il migliore marcatore del Lecce in serie cadetta.
Nella partita valida per la diciottesima giornata del campionato di Serie B 2007-2008, l'attaccante Elvis Abbruscato ha realizzato la millesima rete del Lecce nei campionati professionistici, andando in gol contro l'AlbinoLeffe, nella gara vinta per 3-0 in casa.
Nikola Krstović, sempre a segno dalla seconda alla quarta giornata del campionato di Serie A 2023-2024, è il solo giocatore del Lecce andato in rete nelle prime tre partite giocate con la squadra.

### Record di presenze
| Campionato - 418 Michele Lorusso (1970-1983) - 312 Guillermo Giacomazzi (2001-2007, 2008-2013) - 291 Carmelo Miceli (1977-1987) - 249 Ruggero Cannito (1975-1984) - 228 Giuseppe Materazzi (1968-1975) - 222 Salvatore Di Somma (1968-1975) - 214 Pedro Pasculli (1985-1992) - 205 Angelo Maccagni (1955-1962) - 190 Luigi Piangerelli (1997-2004) - 183 Angelo Cesana (1966-1973) | Coppa Italia - 37 Carmelo Miceli (1977-1987) - 33 Giorgio Enzo (1983-1989) 33 Pedro Pasculli (1985-1992) - 32 Michele Lorusso (1976-1983) - 31 Ruggiero Cannito (1976-1984) - 26 Rodolfo Vanoli (1984-1989) - 23 Ciro Pezzella (1976-1979, 1982-1983) - 22 Juan Barbas (1985-1990) 22 Nello Cianci (1976-1979, 1981-1984) 22 Francesco Moriero (1985-1992) 22 Luigi Piangerelli (1997-2004) |

| Serie A - 196 Guillermo Giacomazzi (2001-2002, 2003-2006, 2008-2009, 2010-2012) - 127 Luigi Piangerelli (1997-1998, 1999-2002, 2003-2004) - 125 Lorenzo Stovini (2001-2002, 2003-2006) - 119 Pedro Pasculli (1985-1986, 1988-1991) - 115 Alessandro Conticchio (1997-1998, 1999-2002) - 114 Wladimiro Falcone (2022-) - 112 Federico Baschirotto (2022-2025) - 108 Axel Konan (1999-2002, 2003-2006, 2008-2009) 98 Antonio Chimenti (1999-2002) - 97 Cristian Daniel Ledesma (2001-2002, 2003-2006) | Serie B - 264 Carmelo Miceli (1977-1985, 1986-1987) - 223 Ruggiero Cannito (1976-1984) - 211 Michele Lorusso (1976-1983) - 151 Ciro Pezzella (1976-1979, 1982-1983) - 138 Sergio Magistrelli (1978-1983) - 136 Maurizio Orlandi (1981-1985) - 131 Giorgio Enzo (1983-1985, 1986-1988) - 128 Pasquale Bruno (1979-1983, 1995) - 123 Aldo Nardin (1976-1980) - 110 Rodolfo Vanoli (1984-1985, 1986-1988) | Serie C/C1/LP1D - 228 Giuseppe Materazzi (1968-1975) - 222 Salvatore Di Somma (1968-1975) - 217 Michele Lorusso (1970-1976) - 183 Angelo Cesana (1966-1973) - 163 Anselmo Bislenghi (1950-1955) - 161 Ennio Fiaschi (1969-1974) - 152 Aldo Lucci (1964-1969) - 138 Goffredo Stabellini (1949-1954) - 133 Luigi Trevisan (1963-1968) - 131 Franco Lepore (2014-2018) |

### Record di reti
| Campionato - 87 Anselmo Bislenghi (1950-1955) - 67 Franco Cardinali (1948-1953, 1955-1956) - 57 Pietro De Santis (1945-1948, 1951-1953, 1955-1957) - 53 Ernesto Chevantón (2001-2004, 2010-2011, 2012-2013) - 52 Pedro Pasculli (1985-1992) - 50 Aurelio Pavesi De Marco (1945-1947) - 49 Gaetano Montenegro (1974-1978) - 48 Marco Mancosu (2016-2021) - 44 Luigi Silvestri (1947-1950) - 43 Guillermo Giacomazzi (2001-2007, 2008-2013) | Coppa Italia - 8 Pedro Pasculli (1985-1992) - 7 Sergio Magistrelli (1978-1983) - 5 Ernesto Chevantón (2001-2004, 2010-2011, 2012-2013) 5 Ricardo Paciocco (1983-1987, 1988-1989) - 4 Alain Baclet (2009-2010) 4 Giampaolo Ceramicola (1991-1995) 4 Alberto Di Chiara (1983-1986) 4 Matteo Di Piazza (2017-2018) 4 Cristiano Lucarelli (1999-2001) 4 Francesco Palmieri (1995-1998) 4 Ezio Panero (1986-1988, 1990-1991) |

| Serie A - 32 Ernesto Chevantón (2001-2002, 2003-2004, 2010-2011) - 29 Pedro Pasculli (1985-1986, 1988-1991) 29 Mirko Vučinić (2000-2002, 2003-2006) - 27 Cristiano Lucarelli (1999-2001) - 23 Guillermo Giacomazzi (2001-2002, 2003-2006, 2008-2009, 2010-2012) - 20 Axel Konan (1999-2002, 2003-2006, 2008-2009) - 19 David Di Michele (2010-2012) 19 Davor Vugrinec (2000-2002) - 18 Nikola Krstović (2023-) - 15 Valeri Božinov (2001-2002, 2003-2005, 2012) | Serie B - 42 Massimo Coda (2020-2022) - 36 Pietro De Santis (1946-1948) - 30 Luigi Silvestri (1947-1949) - 29 Sergio Magistrelli (1978-1983) - 28 Simone Tiribocchi (2007-2008) - 27 Aurelio Pavesi De Marco (1946-1947) - 23 Daniele Corvia (2008, 2009-2010) 23 Pedro Pasculli (1986-1988, 1991-1992) - 21 Marco Mancosu (2018-2019, 2020-2021) - 18 Gaetano Montenegro (1976-1978) | Serie C/C1/LP1D - 87 Anselmo Bislenghi (1950-1955) - 46 Franco Cardinali (1949-1953) - 41 Ennio Fiaschi (1969-1974) - 36 Giovanni Carlo Ferrari (1972-1974) - 31 Gaetano Montenegro (1974-1976) - 29 Salvatore Caturano (2015-2018) - 27 Francesco Arfuso (1959-1963) - 26 Angelo Carella (1972-1975) - 25 Angelo Mammì (1966-1970) 25 Davide Moscardelli (2014-2016) |

| Record di gol in una stagione di campionato - Anselmo Bislenghi 32 in Serie C (1951-1952) - Aurelio Pavesi De Marco 28 in Serie B (1946-1947) - Massimo Coda 22 in Serie B (2020-2021) - Gaetano Montenegro 21 in Serie C (1975-1976) - Massimo Coda 20 in Serie B (2021-2022) - Ernesto Chevantón 19 in Serie A (2003-2004) - Mirko Vučinić 19 in Serie A (2004-2005) | Record di gol in una partita - Otello Torri 6 (Serie C, 14 marzo 1943, Lecce-Trani 8-0) - Aurelio Pavesi De Marco 5 (Serie B, 16 marzo 1947, Lecce-Scafatese 8-0) - Alain Baclet 4 (Coppa Italia, 9 agosto 2009, Lecce-Vico Equense 4-0) |

### Record di panchine
| Campionato - 122 Ambrogio Alfonso (1956-1958, 1959-1960, 1964-1965, 1966-1967) - 119 Carlo Mazzone (1987-1990) - 107 Ferenc Plemich (1928-1930, 1936-1937, 1941-1942, 1945-1946, 1948-1949) - 106 Fabio Liverani (2017-2020) - 102 Eugenio Fascetti (1983-1986) 102 Gino Vianello (1953-1954, 1958-1959, 1965-1966) - 91 Luigi De Canio (2008-2011) - 86 Delio Rossi (2001-2004) - 85 Eugenio Bersellini (1968-1971) - 84 Alberto Cavasin (1999-2002) | Serie A - 84 Alberto Cavasin (1999-2002) - 68 Carlo Mazzone (1988-1990) - 49 Luigi De Canio (2008-2009, 2010-2011) - 48 Delio Rossi (2001-2002, 2003-2004) - 38 Fabio Liverani (2019-2020) - 38 Zdeněk Zeman (2004-2005) - 38 Marco Baroni (2022-2023) - 34 Zbigniew Boniek (1990-1991) - 30 Eugenio Fascetti (1985-1986) - 27 Mario Beretta (2008-2009)                                                   |
| Serie B - 72 Eugenio Fascetti (1983-1985) - 70 Giuseppe Papadopulo (2006-2008) - 67 Gianni Di Marzio (1980-1982) - 56 Pietro Santin (1978-1979, 1986-1987) - 51 Carlo Mazzone (1987-1988) - 47 Bruno Mazzia (1979-1981) - 44 Ferenc Plemich (1929-1930, 1948-1949) - 42 Luigi De Canio (2009-2010) - 38 Marco Baroni (2021-2022) 38 Bruno Bolchi (1992-1993) 38 Eugenio Corini (2020-2021) 38 Mario Corso (1982-1983) 38 Lamberto Giorgis (1977-1978) 38 Antonio Renna (1976-1977) 38 Delio Rossi (2002-2003) 38 Nedo Sonetti (1998-1999) 38 Gian Piero Ventura (1996-1997) | Serie C/C1/LP1D/LP - 102 Gino Vianello (1953-1954, 1958-1959, 1965-1966) - 85 Eugenio Bersellini (1968-1971) - 70 Ambrogio Alfonso (1959-1960, 1964-1965, 1966-1967) - 68 Dino Bovoli (1960-1962) 68 Giuseppe Corradi (1971-1973) - 60 Franco Lerda (2012-2015) - 58 Gianni Seghedoni (1966-1968) - 55 Giovanni Degni (1942-1943, 1952-1953) - 53 Piero Andreoli (1962-1964) - 44 Alferio Cubi (1939-1941) |

## Squadra

### Statistiche di squadra
Al 2024-2025, il Lecce ha disputato 94 stagioni sportive (dal 1908 al 1927 la società si chiamava Sporting Club). Le attività furono sospese dal 1943 al 1944 a causa della seconda guerra mondiale. L'esordio in Serie A giunse nella stagione 1985-1986. L'esordio in Serie B era avvenuto, invece, nella stagione 1929-1930.
Il Lecce ha disputato 19 campionati di Serie A, l'ultimo dei quali nella stagione 2024-2025, e si colloca attualmente al 23º posto nella graduatoria dei club italiani per tradizione sportiva e al 24º posto nella classifica perpetua della Serie A. Il miglior piazzamento in Serie A è il 9º posto della stagione 1988-1989, mentre il maggior numero di punti è 44 e fu ottenuto nel campionato 2004-2005. Il minor numero di punti in massima serie è 11 (quando la formula dei punti era di due a vittoria e non tre), totalizzati nella stagione 1993-1994, mentre i peggiori piazzamenti del Lecce in massima serie sono il 18º posto della stagione 1993-1994 (campionato a 18 squadre) e il 20º posto della stagione 2008-2009 (campionato a 20 squadre).

### Record in Serie A

#### Prima partita in Serie A
- Trasferta: Hellas Verona-Lecce 2-2
  - Serie A 1985-1986 - 1ª giornata - 8 settembre 1985
- Casa: Lecce-Torino 0-0
  - Serie A 1985-1986 - 3ª giornata - 22 settembre 1985

#### Prima vittoria in Serie A
- Casa: Lecce-Udinese 2-0
  - Serie A 1985-1986 - 7ª giornata - 3 novembre 1985
- Trasferta: Roma-Lecce 2-3
  - Serie A 1985-1986 - 29ª giornata - 20 aprile 1986

#### Vittoria con maggior scarto in Serie A
- Casa: Lecce-Atalanta 5-1
  - Serie A 1993-1994 - 10ª giornata - 31 ottobre 1993
- Casa: Lecce-Torino 4-0
  - Serie A 2019-2020 - 22ª giornata - 2 febbraio 2020
- Trasferta: Messina-Lecce 1-4
  - Serie A 2004-2005 - 7ª giornata - 24 ottobre 2004
- Trasferta:  Unione Sportiva Sassuolo Calcio-Lecce 0-3
  - Serie A 2023-2024 - 33ª giornata - 21 aprile 2024

#### Sconfitta con maggior scarto in Serie A
- Casa: Lecce-Fiorentina 0-6
  - Serie A 2024-2025 - 8ª giornata - 20 ottobre 2024
- Trasferta: Udinese-Lecce 6-0
  - Serie A 1997-1998 - 19ª giornata - 8 febbraio 1998
- Trasferta: Inter-Lecce 6-0
  - Serie A 1999-2000 - 10ª giornata - 21 novembre 1999

#### Miglior piazzamento in Serie A
- 9º posto - stagione 1988-1989

#### Peggior piazzamento in Serie A
- 18º posto (su 18) - stagione 1993-1994
- 20º posto (su 20) - stagione 2008-2009

#### Massimo di punti in Serie A
- 44 - stagione 2004-2005 (10º posto) in 38 partite
- 41 - stagione 2003-2004 (10º posto) in 34 partite

#### Minimo di punti in Serie A
- 11 (era dei 2 punti a vittoria, 34 partite) - stagione 1993-1994 (18º posto)
- 26 (era dei 3 punti a vittoria, 34 partite) - stagione 1997-1998 (17º posto)
- 29 (era dei 3 punti a vittoria, 38 partite) - stagione 2005-2006 (18º posto)

#### Massimo di gol fatti in Serie A
- 66 - stagione 2004-2005 (10º posto)

#### Massimo di gol subiti in Serie A
- 85 - stagione 2019-2020 (18º posto)

#### Maggior numero di vittorie consecutive in Serie A
- 3 - stagioni 2003-2004, 2019-2020[20] e 2022-2023

#### Maggior numero di pareggi consecutivi in Serie A
- 4 - stagioni 1988-1989, 2019-2020, 2023-2024

#### Maggior numero di sconfitte consecutive in Serie A
- 7 - stagione 1993-1994 (2 volte)
- 7 - stagione 1997-1998
- 6 - stagione 2019-2020
- 6 - stagione 2022-2023

#### Maggior numero di risultati utili consecutivi in Serie A
- 7 - stagione 2003-2004

### Record in Serie B

#### Prima partita in Serie B
- Trasferta: Novara-Lecce 1-2
  - Serie B 1929-1930 - 1ª giornata - 6 ottobre 1929
- Casa: Lecce-Parma 1-2
  - Serie B 1929-1930 - 3ª giornata - 20 ottobre 1929

#### Millesima partita in Serie B
- Spezia-Lecce 1-1
  - Serie B 2018-2019 - 18ª giornata - 30 dicembre 2018

#### Vittoria con maggior scarto in Serie B
- Casa: Lecce-Scafatese 8-0
  - Serie B 1946-1947 - 20ª giornata - 16 marzo 1947
- Casa: Lecce-Ascoli 7-0
  - Serie B 2018-2019 - 22ª giornata - 23 marzo 2019

#### Sconfitta con maggior scarto in Serie B
- Casa: Lecce-Palermo 1-7
  - Serie B 1994-1995 - 8ª giornata - 23 ottobre 1994
- Trasferta: Atalanta-Lecce 5-0
  - Serie B 1930-1931 - 29ª giornata - 31 maggio 1931
- Trasferta: Pescara-Lecce 5-0
  - Serie B 1947-1948 - 36ª giornata - 27 maggio 1948
- Trasferta: Padova-Lecce 5-0
  - Serie B 1983-1984 - 29ª giornata - 27 maggio 1984

#### Miglior piazzamento in Serie B
- 1º posto - stagione 2009-2010 (42 partite)
- 1º posto - stagione 2021-2022 (38 partite)

#### Maggior numero di vittorie consecutive in Serie B
- 6 - stagione 2020-2021
- 5 - stagione 1996-1997
- 5 - stagione 2006-2007

#### Maggior numero di sconfitte consecutive in Serie B
- 6 - stagione 1930-1931
- 6 - stagione 1994-1995 (2 volte)

#### Maggior numero di risultati utili consecutivi in Serie B
- 19 - stagione 1992-1993[21]
- 17 - stagione 2002-2003
- 15 - stagione 2021-2022
- 14 - stagione 2007-2008

### Record nelle serie minori

#### Vittoria con maggior scarto nelle serie minori
- Casa: Lecce-Liberty Bari 10-0
  - Serie C 1945-1946 - 10ª giornata
- Casa: Lecce-Frosinone 10-0
  - Campionato Interregionale 1957-1958 - 1ª giornata - 29 settembre 1957
- Trasferta: Cosenza-Lecce 1-6
  - Serie C 1975-1976 - 12ª giornata - 30 novembre 1975
- Trasferta: Pol. Trani-Lecce 0-5
  - Serie C 1942-1943 - 11ª giornata - 13 dicembre 1942

#### Sconfitta con maggior scarto nelle serie minori
- Trasferta: Marsala-Lecce 5-0
  - Serie C 1958-1959 - 11ª giornata - 7 dicembre 1958

#### Maggior numero di vittorie consecutive in Serie C
- 11 - stagione 1945-1946
- 8 - stagione 1974-1975
- 6 - stagione 1951-1952
- 6 - stagione 1972-1973
- 6 - stagione 1975-1976
- 5 - stagione 1950-1951
- 5 - stagione 1967-1968
- 5 - stagione 1970-1971
- 5 - stagione 2012-2013
- 5 - stagione 2013-2014
- 5 - stagione 2017-2018

### Vittorie memorabili
Note: in parentesi sono indicati i marcatori.
20 aprile 1986
- Roma-Lecce 2-3 (Di Chiara, rig. Barbas, Barbas)

9 aprile 1989
- Lecce-Juventus 2-0 (Moriero, rig. Pasculli)

31 ottobre 1993
- Lecce-Atalanta 5-1 (Russo, Ceramicola, rig. Ceramicola, Notaristefano, Russo)

19 ottobre 1997
- Milan-Lecce 1-2 (Govedarica, rig. Casale)

25 settembre 1999
- Lecce-Juventus 2-0 (Lima, Conticchio)

25 marzo 2000
- Lecce-Inter 1-0 (Sesa)

12 novembre 2000
- Inter-Lecce 0-1 (Vugrinec)

7 giugno 2003
- Lecce-Palermo 3-0 (Camorani, Giacomazzi, Bojinov)

25 aprile 2004
- Juventus-Lecce 3-4 (Franceschini, Konan, Konan, Chevanton)

2 maggio 2004
- Lecce-Inter 2-1 (Tonetto, Bovo)

24 ottobre 2004
- Messina-Lecce 1-4 (Vučinić, Bjelanović, Bjelanović, Dalla Bona)

1º aprile 2006
- Lecce-Milan 1-0 (Konan)

22 dicembre 2007
- Bari-Lecce 0-4 (Abbruscato, Tiribocchi, Abbruscato, Tulli)

20 febbraio 2011
- Lecce-Juventus 2-0 (Mesbah, Bertolacci)

29 gennaio 2012
- Lecce-Inter 1-0 (Giacomazzi)

23 marzo 2019
- Lecce - Ascoli 7-0 (Tabanelli, Petriccione, La Mantia, Mancosu, rig. Falco, Tabanelli, Mancosu)

3 febbraio 2020
- Lecce - Torino 4-0 (Deiola, Barák, Falco, rig. Lapadula)

9 febbraio 2020
- Napoli - Lecce 2-3 (Lapadula, Lapadula, Mancosu)

4 gennaio 2023
- Lecce - Lazio 2-1 (Strefezza, Colombo)

20 agosto 2023
- Lecce - Lazio 2-1 (Almqvist, Di Francesco)

25 maggio 2025
- Lazio - Lecce 0-1 (Coulibaly)